# Un movimiento extraño
Un movimiento extraño es un cortometraje dramático argentino de 2024 escrito y dirigido por Francisco Lezama. Protagonizada por Laila Maltz, la película cuenta la historia de un guardia de seguridad que intuye el robo de una obra de arte.
Fue seleccionado en la sección de cortos del Festival Internacional de Cine de Berlín de 2024, donde tuvo su estreno mundial y ganó el Oso de Oro al mejor cortometraje.

## Sinopsis
En 2019, está a punto de producirse un robo en un museo de Buenos Aires. Una guardia de seguridad lo intuye y utiliza su péndulo para predecir el futuro. Ve que el dólar se disparará pronto. Pierde su trabajo y recibe una generosa indemnización. Conoce a un empleado de una casa de cambio del que se enamora.

## Reparto
- Laila Maltz como Lucrecia
- Paco Gorriz como chico de la casa de cambio
- Sofía Palomino como guardia de seguridad
- Cecilia Rainero como mujer de recursos humanos 1
- Marcela Guerty como mujer de recursos humanos 2
- Guillermo Massé como guardia de seguridad
- Susana Pampín como cliente
- Alejandro Russek como joven de Grindr
- Jorge Prado como guardia de seguridad
- Eugenia Alonso como cliente

## Premios y nominaciones
| Año  | Festival de Cine   | Fecha del evento | Categoría                  | Nominado              | Resultado | Ref.  |
| ---- | ------------------ | ---------------- | -------------------------- | --------------------- | --------- | ----- |
| 2024 | Festival de Berlín | 21 de febrero    | Oso de Oro (cortometrajes) | Un movimiento extraño | Ganador   | [ 2 ] |